# Televizijski toranj Žižkov
Televizijski toranj Žižkov (češ: Žižkovský vysílač) je televizijski toranj i odašiljač sagrađen u Pragu. Gradnja je započeta 1985., a završena 1992. godine. Dizajnirao ga je arhitekt Václav Aulický i strukturni inženjeri Jiří Kozák i Alex Bém. Toranj strši iznad tradicionalne gradske vizure na vrhu brda u četvrti Žižkov. Zanimljiv je dodatak koji je napravio Černy, a to su skulpture beba koje gmižu prema vrhu.
Na stranama tornja nalazi se devet kapsula koje su služile za smještaj telekomunikacijske opreme. Danas se u njima nalaze kafići i restorane te odnedavno otvoreni hotel. Također u njemu se nalazi i opservatorij s tri promatračke sobe.

## Vanjske poveznice
|  | Zajednički poslužitelj ima još gradiva o temi Televizijski toranj Žižkov |